# リカルド・ギオーネ
リカルド・ギオーネ（Riccardo Ghione, 1922年2月22日 – 2003年）は、イタリアの脚本家、映画監督、映画プロデューサーである。日本ではリッカルド・ジオーネとも表記されるが、イタリア語の「ghi」は「ジ」ではなく「ギ」に近い。

## 来歴・人物
1922年（大正11年）2月22日、イタリア・ピエモンテ州アレッサンドリア県アックイ・テルメに生まれる。
第二次世界大戦終結後、満29歳になった1951年（昭和26年）、ルキノ・ヴィスコンティ監督の『ある三面記事についてのメモ』をプロデュースしたのが、もっとも古い映画界での記録である。1953年（昭和28年）には、フェデリコ・フェリーニ、ミケランジェロ・アントニオーニ、カルロ・リッツァーニ、ディーノ・リージ、フランチェスコ・マゼッリ、チェーザレ・ザヴァッティーニ、アルベルト・ラットゥアーダが監督したオムニバス映画をプロデュース、このころから、脚本の集団執筆作業に加わり始めている。
1967年（昭和42年）、監督業に進出、1971年（昭和46年）までに4作を監督するが、以降、脚本業に専念する。
2000年（平成12年）、サルヴァトーレ・サンペリの脚本に参加したのが、作品に関する、もっとも新しい記録である。

## フィルモグラフィ
特筆以外は脚本執筆作である。
- 『ある三面記事についてのメモ』 Appunti su un fatto di cronaca : 監督ルキノ・ヴィスコンティ、主演ジョルジョ・デ・ルッロ、1951年 - プロデューサー
- 『外套』 Il cappotto : 監督アルベルト・ラットゥアーダ、主演レナート・ラスチェル、1952年 - 脚本監修
- 『巷の恋』 L'amore in città : 監督フェデリコ・フェリーニ / ミケランジェロ・アントニオーニ / カルロ・リッツァーニ / ディーノ・リージ / フランチェスコ・マゼッリ / チェーザレ・ザヴァッティーニ / アルベルト・ラットゥアーダ、オムニバス映画、1953年 - プロデューサー
- Il raccomandato di ferro : 監督マルチェロ・バルディ、主演マリオ・リヴァ、1959年 - 脚本
- 『闘牛』 Toro bravo : 監督ヴィットリオ・コッタファーヴィ / ドミンゴ・ビラドマット、主演マヌエル・アルボ、 /  合作、1960年 - 脚本
- 『トレヴィの泉』 Fontana di Trevi : 監督カルロ・カンポガリアーニ、主演ヴィットリオ・デ・シーカ、1960年 - 脚本
- Il Limbo : 1967年 - 監督
- Die Ente klingelt um halb acht : 監督ロルフ・ティーレ、主演ハインツ・リューマン、 /  合作、1968年 - 脚本
- 『SEX革命』 La rivoluzione sessuale : 主演ラウラ・アントネッリ、1968年 - 監督・原作・脚本
- A cuore freddo : 主演エンリコ・マリア・サレルノ、1971年 - 監督・脚本
- Il prato macchiato di rosso : 主演クラウディオ・ビアーヴァ、1973年 - 監督・原作・脚本
- 『スキャンダラス 鏡の中の背徳』 Scandalosa Gilda : 監督ガブリエル・ラヴィア、主演モニカ・グェリトーレ、1985年 - 脚本
- 『パトリシア 禁断の歓び』 Fotografando Patrizia : 監督サルヴァトーレ・サンペリ、主演モニカ・グェリトーレ、1985年 - 原作・脚本
- 『黒い炎・情事』 Senza scrupoli : 監督トニーノ・ヴァレリ、主演サンドラ・ウェイ、1986年 - 脚本
- 『若妻の匂い』 La Bonne : 監督サルヴァトーレ・サンペリ、主演フロランス・ゲラン、1986年 - 脚本
- 『思春期のオマージュ 萌え盛る熱き憶い』 Delizia : 監督アリスティデ・マサチェシ、主演ティニ・カンシーノ、1987年 - 脚本
- 『背徳の火遊び』 Casa di piacere : 監督アレックス・ダミアーノ、主演ヴァレンティーヌ・デミー、1989年 - 脚本
- Una donna da guardare : 監督ミケーレ・グアリエリ、主演パメラ・プラティ、1990年 - 脚本
- Senza scrupoli 2 : 監督カルロ・アウジノ、主演ダニエラ・アイロルディ、1990年 - 脚本
- 『キリング・ストリップティーズ』 Belle da morire| : 監督リッカルド・セザーニ、主演ブライアン・ピーターソン、1992年 - 脚本
- 『狂人日記』 Diario di un vizio : 監督マルコ・フェレーリ、主演ジェリー・カーラ、1993年 - 共同脚本
- Il conte di Melissa : 監督サルヴァトーレ・サンペリ、主演モニカ・ゲリトーレ、2000年 - 脚本

## 関連事項
- ネオレアリズモ
- イタリア式コメディ

## 註
1. 1 2 3 4 5 6 7  Riccardo Ghione, Internet Movie Database （英語）, 2010年8月26日閲覧。